# Wild Western
Wild Western (ワイルドウエスタン?, Wairudo Uesutan) è un videogioco arcade di genere sparatutto a scorrimento Western, edito dalla Taito nel 1982. Nel 1983 vennero pubblicate conversioni per i computer giapponesi FM-7, NEC PC-8801 e Sharp X1 dalla Nidecom.
Era previsto un porting per ColecoVision, ma fu abbandonato e ne esiste soltanto una demo.
È incluso nelle raccolte Taito Memories Gekan e Taito Legends 2.

## Modalità di gioco
In Wild Western, un treno viaggia lungo il binario scorrendo verticalmente dal basso verso l'alto. Quel treno sta per essere assaltato da gruppi di banditi a cavallo. Il giocatore come lo sceriffo (anch'egli a cavallo) deve prevenire tale assalto eliminandoli con gli spari della sua pistola.
Il treno va tenuto d'occhio anche da un solo bandito, perché costui potrebbe saltarvi a bordo. In questo caso il giocatore fa sì che pure lo sceriffo salti sul treno, avvicinandosi però a una distanza di sicurezza per non perdere una vita (esaurite le quali è game over), e dopo averlo ucciso sul posto lo rimonta sul suo cavallo. Quando tre banditi riescono a stabilirsi sul treno la partita finisce istantaneamente. Vi sono altri modi di perdere una vita: venendo colpiti dai fuochi nemici o schiantati contro cactus, rocce e cavalli imbizzarriti.
Ad ogni livello superato vi è un minigioco dove centrando al primo colpo una moneta lanciata per aria, il già ottenibile punteggio bonus viene moltiplicato.

## Colonna sonora
Il brano di sottofondo presente in Wild Western è un arrangiamento a 8 bit di (Ghost) Riders in the Sky: A Cowboy Legend.

## Eredità
Un'imitazione intitolata Cowboy Kidz fu pubblicata nel 1989 per Amstrad CPC, Commodore 64 e ZX Spectrum dalla Byte Back.